# Metody zakryciowe
Metody zakryciowe – metody polegające na precyzyjnej rejestracji w czasie wzorcowym zjawisk takich jak:
- zakrycie Słońca przez Księżyc (tzw. zaćmienie)
- zakrycia planet przez Księżyc
- zakrycia planet przez planety
- zjawiska związane z zakrywaniem i zaćmiewaniem księżyców planet Układu Słonecznego przez macierzystą planetę.
- przejścia (tzw. tranzyty) planet Merkury i Wenus na tle tarczy Słońca
- zakrycia gwiazd przez Księżyc: tu wyróżniamy dwa rodzaje zakrycia całkowite i brzegowe
- zakrycia gwiazd przez planetoidy
- zakrycia gwiazd przez planety i ich księżyce
- zakrycia gwiazd przez komety (zaobserwowano tylko 1 takie zjawisko)
- inne zjawiska polegające na zakrywaniu się wzajemnym ciał niebieskich.

Niegdyś wszelkie typy obserwacji zakryciowych przynosiły znaczące wyniki naukowe. Obecnie jedynie niektóre z typów obserwacji zakryciowych są wykorzystywane w nauce. Należą do nich w szczególności:
- zakrycia gwiazd przez planetoidy
- zakrycia gwiazd przez planety i ich księżyce
- zakrycia gwiazd przez Księżyc (w szczególności brzegowe)

W Polsce obserwacje metodami zakryciowymi koordynuje Sekcja Obserwacji Pozycji i Zakryć Polskiego Towarzystwa Miłośników Astronomii.